# Куцамала-де-Пинсон
Куцамала-де-Пинсон (исп. Cutzamala de Pinzón) — населённый пункт в муниципалитете в Куцамала-де-Пинсон Мексики, входит в штат Герреро. Население 2276 человек.